# Корневский (Иркутская область)
Корневский — исчезнувший участок на территории Большекашелакского сельского поселения Куйтунского района.

## Население
Основан в 1925 году как посёлок Кореневский. В 1929 году относился к Каранцайскому сельсовету Куйтунского района. Согласно переписи населения СССР 1926 года посёлок, где насчитывалось 10 хозяйств, 54 жителя, в том числе 25 мужчин и 29 женщин.На 1966 год участок входил в состав Большекашелакского сельсовета Куйтунского района.
Населённый пункт пришёл в упадок с закрытием узкоколейной железной дороги, по которой возили лес из предгорий Саян. По свидетельствам местных жителей участок закрылся в 1972 году. На топографической карте Генштаба СССР 1984 года отмечен как нежилой.